# De Sgardelli Caesar
De Sgardelli Caesar, De Sgardelli Cézár, Sgardelli Cézár Ágost, César Illedragsed (Budapest, Tabán, 1884. június 28. – Tiszabő, 1953. január 30.) honvédőrnagy, alezredes, katonai szakíró.

## Életrajza
Sgardelli Iginio (Higin) és Lukesich Celesztina gyermeke. Pécsett járta ki a hadapród iskolát, majd 1903-tól mint katona szolgált. 1911. november 21-én Budapesten a VII. kerületben házasságot kötött Hann Ernesztina Éva Máriával, Hann Adolf és Kirschner Hermin lányával. Az első világháborúban a 29. honvédgyalogezredben harcolt Szerbiában, ahol súlyosan megsebesült, majd Kárpátalján, ahol 1915. június 9-én Uzsoknál orosz hadifogságba került. 1921-ben őrnagyi rangot kapott. Az Őrszem című katonai lapot több évig szerkesztette, számos katonai folyóiratnál is dolgozott. 1925-ben újból az Őrszem felelős szerkesztője lett. Több becsületbeli választmány tagja és a Magyar Katonai Írók Körének főtitkára volt.

## Művei
- A ski a hadseregben. Budapest, Szerző, 1904
- Polgári czéllövészet. Budapest, Szerző, 1905
- Kereszt és kard, vagy A vallásos katona. Budapest, Szent István Társulat, 1907
- Bűn-e a fegyver fogás? Budapest, Garai Ny., 1912
- Visszatért hadifoglyok katonai tanácsadója. Budapest, Athenaeum, 1918
- Az orosz hadifogoly : az Oroszországi és Szibériai Magyar Hadifoglyok Hozzátartozói Egyesületének hivatalos lapja. Budapest, Oroszországi és Szibériai Magyar Hadifoglyok Hozzátartozóinak Egyesülete, 1919
- De Sgardelli Caesar őrnagy Párbaj zsebkodexe, különös tekintettel a lovagias ügyek elintézésénél figyelembe jövő katonai szabályokra. 2. kiad. Hajnal-kiadás, Budapest, 1922
- Párbajkódex: ... az új becsületügyi szabályzat alapján. Budapest, Hajnal, [1922]
- Caesar De Sgardelli téli oktatásai. Budapest, Korvin Ny., [1922]
- De Sgardelli Caesar képes katonai mesekönve a nagy háborúról. (Mühlbeck Károllyal) Budapest, Hajnal, [1931]
- A világháború kézikönyve: 1914-1918. Budapest, Lloyd Szaklapok, 1933
- A Magyar Katonai Írók Köre ... évkönyve. Budapest; Győr, Győri Hírlap Ny., 1934
- A magyar királyi budapesti 29. honvédgyalogezred ... hadtörténeti emlékkönyve. Budapest, Merkantil Ny., 1936
- Gázriadó: fantasztikus riportregény a jövő háborújáról. Budapest, Király, [1938]
- Igaz történetek a világháborúból. Budapest, Singer – Wolfner, [1939]
- A Felvidék és Kárpátalja hadtörténete 1914-1918. [Budapest], Athenaeum Ny., Haas Ny., [1941]
- Honvédelmi kötelezettségeink. 2. köt., A M. Kir. Honvédelmi Minisztérium kiadásában megjelent A-46 jelzésű, a M. Kir. Csendőrség számára rendszeresített becsületügyi szabályzat : lovagias ügyek intézése különös figyelemmel katonai vonatkozásaikra : a rehabilitáció : tanácskérés becsületügyekben. Budapest, Honvédelmi Kötelezettségeink, 1941
- A frontharcos eszme szolgálatában. (Kertész Elemérrel közösen, Erdélyi tűzharcosok és hadviseltek emlékalbuma.) Bp. M. Front.
- Frontharcos évkönyv. 1942. (Kertész Elemérrel közösen) Budapest, 1942. Frontharcos Szövetség
- A Délvidék hadtörténete: 1914-1918. Budapest, Globus Ny., [1942]
- A haza szolgálatában. (Szerk.) Vitéz gróf Takách-Tolvay József előszavával. Budapest, 1943